# Adolfo Mejía
Adolfo Mejía Navarro (* 5. Februar 1905 in Sincé, Sucre; † 6. Juli 1973 in Cartagena de Indias) war ein kolumbianischer Komponist.

## Leben
Mejía ging 1916 nach Cartagena, wo er an der dortigen Universität Philosophie und Literatur studierte. Seit 1923 war er am Instituto Musical de Cartagena Schüler von Giovanni Battista de Sanctis Ciabatonni und Eusebio Celio Fernández. Danach war er Musiker in verschiedenen Orchestern und Jazzbands. Er übersiedelte 1930 nach New York, wo er mit dem argentinischen Mandolinisten Terig Tucci und dem katalanischen Lautenisten Antonio Francés das Trio Albéniz gründete. Mit diesem arbeitete er in den folgenden drei Jahren für die NBC und spielte Aufnahmen ein. 1933 kehrte er nach Kolumbien zurück, wo er in Bogotá Bibliothekar des Orquesta Sinfónica Nacional und Orchesterdirektor am Teatro Colón wurde und ein Gitarrentrio gründete. Daneben studierte er am Conservatorio Nacional de Música bei Gustavo Escobar Larrazábal, Jesús Bermúdez Silva und Andrés Pardo Tovar.
1938 wurde er für die Pequeña Suite mit dem Premio Ezequiel Bernal ausgezeichnet und ging mit einem Studium des kolumbianischen Staates nach Paris, wo er an der École normale de musique de Paris bei Nadia Bonneville und Nadia Boulanger studierte. 1939–40 war er in Ville-sur-Mer Schüler von Charles Koechlin. Dann musste er Frankreich wegen der Kriegsereignisse verlassen und ging über Italien nach Brasilien, wo er Mitglied des Orquesta de Jóvenes Americanos unter Leopold Stokowski wurde. Mit diesem reiste er in die USA und kehrte dann über Argentinien in sein Heimatland zurück. 1945 wurde er Mitglied der Sociedad Pro-Arte Musical, die die Festivales Musicales de Cartagena de Indias organisierte. Nach einem erneuten Aufenthalt in Europa und New York unterrichtete er ab 1954 am Instituto Musical und leitete dessen Orchester. 1970 wurde er mit dem Nationalpreis für Musik des Instituto Colombiano de Cultura und dem Ehrendoktortitel der Universität Cartagena ausgezeichnet.

## Werke
- Preludium zum Schauspiel „La tercera salida de don Quijote“ von Aurelio Martínez Mutis, 1938
- Pequeña Suite, 1938
- Concierto para piano y orquesta, 1940
- Homenaje a Antonio Gómez Restrepo, 1941
- Improvisación, 1941
- Íntima, sinfonische Dichtung, 1941
- Los cuatro pasos de Gibraltar, Filmmusik, 1941
- Danza mora, 1942
- Capricho español für Harfe und Orchester, 1944
- América, sinfonische Dichtung, 1946
- Viva Colombia, soy marinero (Himno de la Armada Nacional), 1946–47.
- Luminosidad de las aguas für Harfe, 1947
- El torito für gemischten Chor, 1950
- Lopezca (Lopeziana) für Violine und Klavier, 1951
- Mofa (Juguete infantil) für zwei Violinen, Viola, Cello und Klavier, 1955
- Finitta, Ballett, 1956
- Sí o no, zamba für gemischten Chor, 1956
- Homenaje a Luis López de Mesa, 1957
- Ayer für zwei Violinen, Cello und Klavier, 1958
- Impromptu für Cello und Klavier, 1961
- Trío en Mi menor für Violine, Cello und Klavier, 1961
- Busca mujer für zwei Violinen, Cello und Klavier, 1962
- Himno a la Virgen del Carmen für gemischten Chor, 1965
- Candita für zwei Violinen, Cello und Klavier, 1965
- Acuarelas colombianas, 1967

| Personendaten    | Personendaten             |
| ---------------- | ------------------------- |
| NAME             | Mejía, Adolfo             |
| ALTERNATIVNAMEN  | Mejía Navarro, Adolfo     |
| KURZBESCHREIBUNG | kolumbianischer Komponist |
| GEBURTSDATUM     | 5. Februar 1905           |
| GEBURTSORT       | Sincé, Sucre              |
| STERBEDATUM      | 6. Juli 1973              |
| STERBEORT        | Cartagena de Indias       |